# Zona demilitarizzata coreana
La zona demilitarizzata coreana (ZDC o DMZ; 한반도 비무장 지대?; 韓半島非武裝地帶) è una striscia di terra che attraversa la penisola coreana. È stabilita dalle disposizioni dell'accordo di armistizio coreano per fungere da zona cuscinetto tra la Corea del Nord e la Corea del Sud. La zona demilitarizzata (ZDC) è una barriera di confine che divide a metà la penisola coreana. Venne creata per accordo tra la Corea del Nord, la Cina e il comando delle Nazioni Unite nel 1953. La ZDC è lunga 250 chilometri e larga circa 4 chilometri.
All'interno della ZDC vi è un punto di incontro tra le due nazioni ovvero l'Area di sicurezza congiunta (ASC) vicino all'estremità occidentale della zona, dove si svolgono negoziati. Ci sono stati vari incidenti dentro e intorno alla ZDC, con vittime militari e civili da entrambe le parti.

## Posizione
La zona demilitarizzata coreana interseca ma non segue il 38º parallelo nord, che era il confine prima della guerra di Corea. Attraversa il parallelo su un angolo, con l'estremità ovest della ZDC situata a sud del parallelo e l'estremità orientale situata a nord di esso.

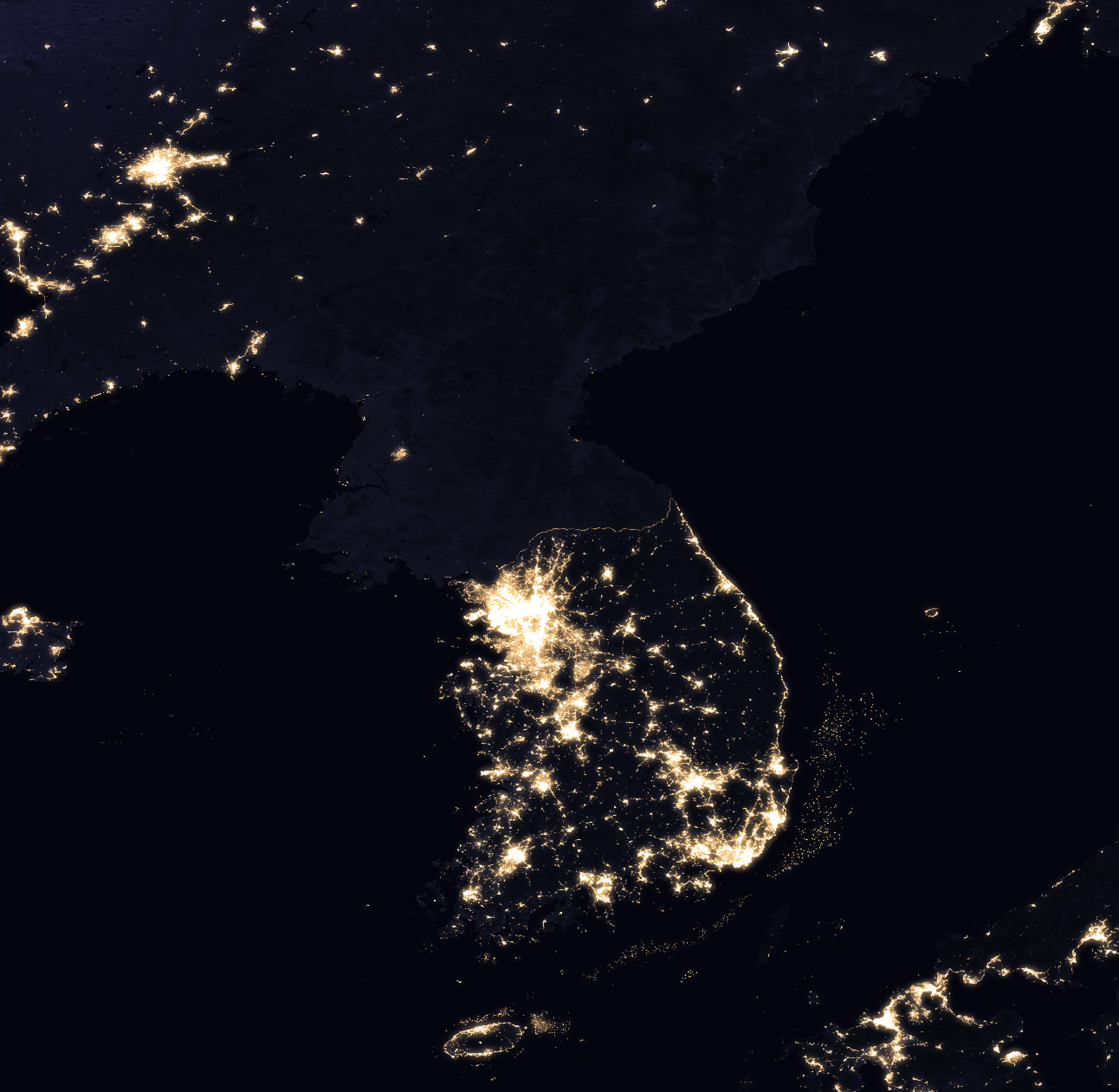
La zona demilitarizzata coreana è visibile di notte dallo spazio.

La ZDC è lunga 250 chilometri, circa 4 km di larghezza. Sebbene la zona che separa entrambi i lati sia demilitarizzata, il confine oltre quella striscia è uno dei confini più pesantemente militarizzati del mondo. La Linea di confine settentrionale, o LCS, è la linea di demarcazione marittima contesa tra Corea del Nord e Sud nel Mar Giallo, non concordata nell'armistizio. Anche la costa e le isole su entrambi i lati della LCS sono pesantemente militarizzate.

## Storia

Dettagli della ZDC

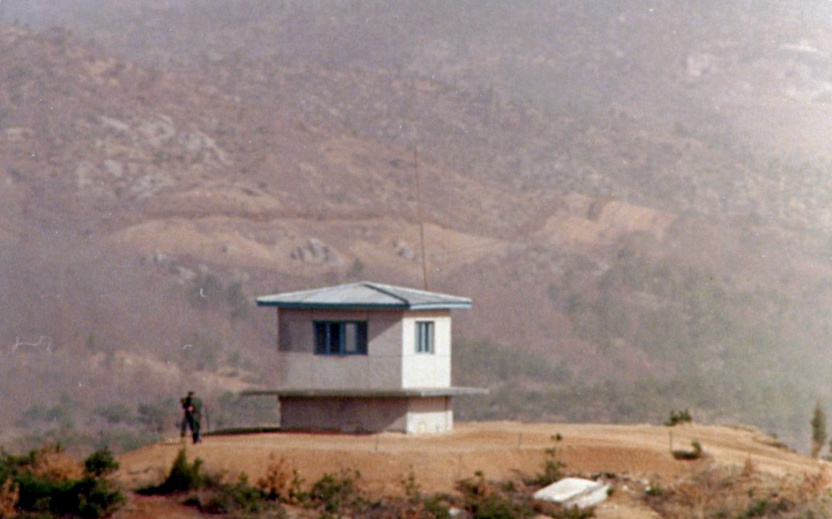
Una parte della ZDC nordcoreana vista dall'Area di sicurezza congiunta nel gennaio 1976.

Il 38º parallelo nord – che divide a metà la penisola coreana – era il confine originale tra gli Stati Uniti e le brevi aree amministrative coreane dell'Unione Sovietica alla fine della seconda guerra mondiale. Dopo la creazione della Repubblica Democratica Popolare di Corea (RPDC, informalmente "Corea del Nord") e della Repubblica di Corea (ROK, informalmente "Corea del Sud") nel 1948, divenne di fatto un confine internazionale e uno dei fronti più tesi nella Guerra Fredda.
Sia il Nord che il Sud rimasero dipendenti dai loro stati occupanti dal 1948 allo scoppio della Guerra di Corea. Quel conflitto, che provocò oltre tre milioni di vittime e divise la penisola coreana lungo linee ideologiche, iniziò il 25 giugno 1950, con un'invasione a pieno titolo della Corea del Nord attraverso il 38º parallelo, e si concluse nel 1953.
Nell'accordo di armistizio del 27 luglio 1953, la ZDC fu creata mentre ciascuna parte accettava di spostare le loro truppe indietro di 2.000 m dalla linea del fronte, creando una zona cuscinetto di 4 km di larghezza. La linea di demarcazione militare (LDM) attraversa il centro della ZDC e indica dove si trovava il fronte quando fu firmato l'accordo.
A causa di questo stallo teorico e di una vera ostilità tra il Nord e il Sud, un gran numero di truppe sono di stanza lungo entrambi i lati della linea, ciascuna delle quali protegge da possibili aggressioni dall'altra parte. L'accordo di armistizio spiega esattamente quanti militari e quale tipo di armi sono permesse nella ZDC. I soldati di entrambe le parti possono pattugliare all'interno della ZDC, ma non possono attraversare la Linea di demarcazione militare. Tuttavia, i soldati sudcoreani pesantemente armati pattugliano sotto l'egida della polizia militare e hanno memorizzato ogni linea dell'armistizio. Sporadici attacchi di violenza hanno ucciso oltre 500 soldati sudcoreani, 50 soldati statunitensi e 250 soldati della RPDC lungo la ZDC tra il 1953 e il 1999.
Daeseong-dong (anche scritto Tae Sung Dong) e Kijŏng-dong (noto anche come "Villaggio della pace") sono gli unici insediamenti autorizzati dal comitato di armistizio a rimanere entro i confini della ZDC. I residenti di Tae Sung Dong sono governati e protetti dal Comando delle Nazioni Unite e sono generalmente tenuti a trascorrere almeno 240 notti all'anno nel villaggio per mantenere la loro residenza. Nel 2008, il villaggio aveva una popolazione di 218 persone. Gli abitanti del villaggio di Tae Sung Dong sono discendenti diretti di persone che possedevano il terreno prima della Guerra di Corea del 1950–53.
Per continuare a scoraggiare l'incursione della Corea del Nord, nel 2014 il governo degli Stati Uniti ha esentato la ZDC coreana dal suo impegno di eliminare le mine terrestri antiuomo. Il 1º ottobre 2018, tuttavia, un processo di 20 giorni ha iniziato a rimuovere le mine terrestri da entrambi i lati della ZDC.

## Area di sicurezza congiunta

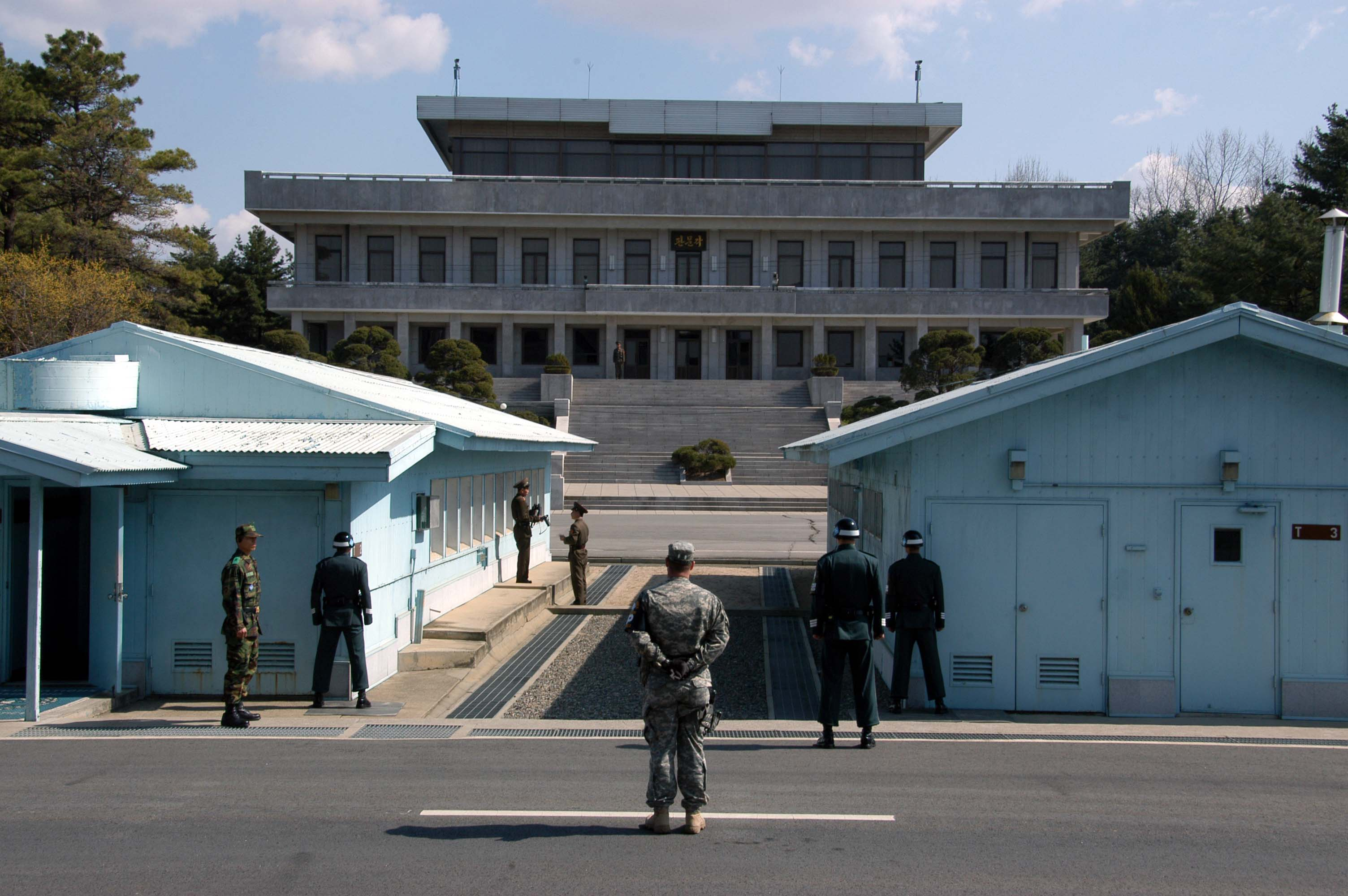
Vista del nord dal lato sud della ASC

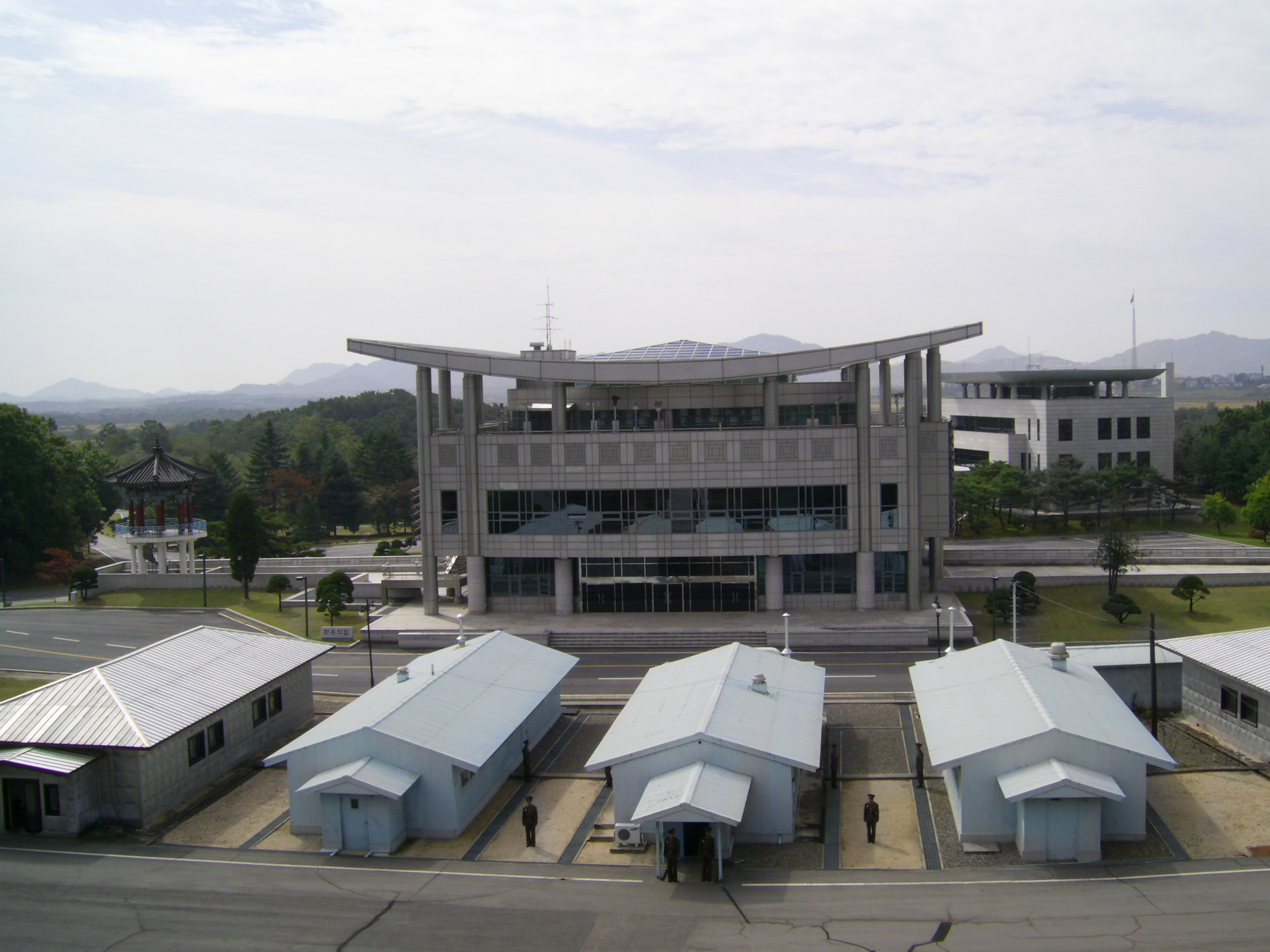
Le sale conferenze viste dal lato nord della ASC

All'interno della ZDC, vicino alla costa occidentale della penisola, Panmunjom è la sede dell'Area di sicurezza congiunta (ASC). In origine, era l'unica connessione tra Nord e Sud Corea ma questo cambiò il 17 maggio 2007, quando un treno Korail passò attraverso la ZDC a nord sulla nuova linea Donghae Bukbu costruita sulla costa orientale della Corea. Tuttavia, la risurrezione di questa linea è stata di breve durata, in quanto ha chiuso di nuovo nel luglio 2008 a seguito di un incidente in cui un turista sudcoreano è stato colpito e ucciso.
Ci sono diversi edifici sul lato nord e sud della Linea di demarcazione militare (LDM). La LDM è il luogo in cui si sono svolti tutti i negoziati dal 1953, comprese le dichiarazioni di solidarietà coreana, che in generale sono state di poco conto tranne un leggero calo delle tensioni. La LDM passa attraverso le sale conferenze e in mezzo ai tavoli delle conferenze dove i nordcoreani e il comando delle Nazioni Unite (principalmente sudcoreani e americani) si incontrano faccia a faccia.
All'interno dell'ASC ci sono una serie di edifici per le riunioni congiunte chiamate sale conferenze. Queste sono usate per i colloqui diretti tra i partecipanti della guerra di Corea e le parti dell'armistizio. Di fronte al congresso gli edifici a schiera sono il Panmungak nordcoreano e la Casa della libertà sudcoreana. Nel 1994, la Corea del Nord ampliò il Panmungak aggiungendo un terzo piano. Nel 1998, la Corea del Sud costruì una nuova Casa della libertà per il personale della Croce Rossa e possibilmente per ospitare riunioni di famiglie separate dalla guerra di Corea. Il nuovo edificio ha incorporato la vecchia Casa della libertà Pagoda nel suo design.
Dal 1953 ci sono stati scontri occasionali e schermaglie all'interno dell'ASC. Il primo incidente avvenne nel 1976 quando il capitano Arthur Bonifas e il primo tenente Mark Barrett tentarono di tagliare un albero con un'ascia. Un altro incidente accadde il 23 novembre 1984, quando un turista sovietico di nome Vasily Matuzok (a volte detto Matusak), che faceva parte di un viaggio ufficiale all'ASC (ospitato dal Nord), corse attraverso la LDM gridando che voleva disertare. Le truppe nordcoreane lo inseguirono immediatamente, aprendo il fuoco. Le guardie di frontiera della parte sudcoreana risposero al fuoco, circondando infine i nordcoreani mentre perseguivano Matusak. Un soldato sudcoreano e tre soldati nordcoreani vennero uccisi nell'azione e Matusak non venne catturato.
Alla fine del 2009, le forze sudcoreane in collaborazione con il comando delle Nazioni Unite hanno iniziato il rinnovamento dei suoi tre posti di guardia e di due edifici di controllo all'interno del complesso dell'ASC. La costruzione è stata progettata per ampliare e modernizzare le strutture. Il lavoro è stato intrapreso un anno dopo che la Corea del Nord ha finito di sostituire quattro posti di guardia dell'ASC dalla sua parte della LDM. Il 15 ottobre 2018, durante i colloqui di alto livello a Panmunjom, ufficiali militari del grado di colonnello delle due Coree e Burke Hamilton, segretario della Commissione armistiziale dell'ONU, hanno annunciato misure per ridurre le minacce militari convenzionali, come la creazione di zone cuscinetto lungo i loro confini terrestri e marittimi e una zona d'interdizione di volo zone sopra il confine, rimuovendo 11 postazioni di prima linea entro dicembre, e sminuendo le sezioni della Zona Demilitarizzata.

## Villaggi

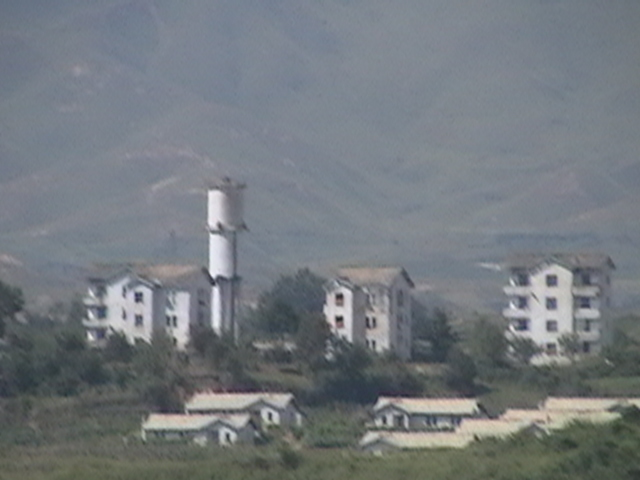
Villaggio Kijŏng-dong in Corea del Nord, visto dalla Corea del Sud

Sia la Corea del Nord che quella del Sud mantengono i "villaggi di pace" in vista della reciproca parte della ZDC. Nel Sud, Daeseong-dong è amministrato secondo i termini della ZDC. Gli abitanti dei villaggi sono classificati come cittadini della Repubblica di Corea, ma sono esentati dal pagamento delle tasse e di altri requisiti civici come il servizio militare. A nord, Kijŏng-dong presenta una serie di edifici a più piani con pareti in cemento colorati e appartamenti con illuminazione elettrica. Queste caratteristiche rappresentavano un livello di lusso inaudito per i coreani rurali, del nord o del sud, negli anni '50. La città era orientata in modo che i tetti blu e i lati bianchi degli edifici fossero le caratteristiche più distintive viste dal confine. Tuttavia, sulla base del controllo con le moderne lenti telescopiche, è stato affermato che gli edifici sono meri involucri di cemento privi di vetri delle finestre o persino di stanze interne, con le luci dell'edificio accese e spente a orari prestabiliti e i marciapiedi vuoti spazzati da un equipaggio scheletrico di guardiani nel tentativo di preservare l'illusione di attività allo scopo di propaganda.

### Pennoni con bandiera
Negli anni '80, il governo sudcoreano costruì un pennone con bandiera di 98,4 m a Daeseong-dong. In quella che alcuni hanno definito la "guerra del pennone", il governo nordcoreano ha risposto costruendo l'asta della bandiera Panmunjeom di 160 m a Kijŏng-dong, a solo 1,2 km a ovest del confine con la Corea del Sud. Vola una bandiera da 270 kg della Corea del Nord. A partire dal 2014, il pennone di Panmunjom è il quarto più alto al mondo, dopo il pennone di Gedda a Gedda, in Arabia Saudita, a 170 m, l'asta di Duşanbe a Duşanbe, in Tagikistan, a 165 metri e il palo nella Piazza delle bandiere a Baku, Azerbaigian, che è 162 m.

## Incidenti e incursioni relativi alla ZDC
Dalla demarcazione, la ZDC ha avuto numerosi casi di incidenti e incursioni da entrambe le parti, anche se il governo nordcoreano di solito non riconosce mai la responsabilità diretta di nessuno di questi incidenti (ci sono eccezioni, come l'incidente dell'ascia). Questo è stato particolarmente intenso durante il conflitto della zona demilitarizzata coreana (1966–1969), quando una serie di schermaglie lungo la ZDC ha provocato la morte di 43 soldati americani, 299 sudcoreani e 397 nordcoreani. Tra questi, il "Blue House Raid" del 1968, un tentativo di assassinare il presidente Park Chung Hee alla Casa blu.
Nel 1976, in minuti appena declassificati, il vice segretario alla difesa degli Stati Uniti William Clements disse al segretario di stato americano Henry Kissinger che c'erano stati 200 raid o incursioni nella Corea del Nord dal sud, anche se non dagli Stati Uniti. I dettagli di solo alcune di queste incursioni sono diventati pubblici, inclusi i raid delle forze della Corea del Sud nel 1967 che avevano sabotato circa 50 strutture nordcoreane.

### Tunnel d'incursione
Dal 15 novembre 1974, la Corea del Sud ha scoperto quattro tunnel che attraversano la ZDC che erano stati scavati dalla Corea del Nord. L'orientamento delle linee di brillamento all'interno di ciascun tunnel indicava che erano state scavate dalla Corea del Nord. La Corea del Nord ha sostenuto che i tunnel erano destinati all'estrazione del carbone; tuttavia, nessun carbone è stato trovato nei tunnel, che sono stati scavati attraverso il granito. Alcune delle pareti del tunnel sono state dipinte di nero per dare l'aspetto di antracite.
Si ritiene che le gallerie siano state progettate come rotta di invasione militare dalla Corea del Nord. Corrono in direzione nord-sud e non hanno rami. A seguito di ogni scoperta, l'ingegneria all'interno dei tunnel è diventata progressivamente più avanzata. Ad esempio, il terzo tunnel è leggermente inclinato verso l'alto mentre procedeva verso sud, per evitare il ristagno idrico. Oggi, i visitatori del sud possono visitare il secondo, il terzo e il quarto tunnel attraverso visite guidate.

#### Primo tunnel
Il primo dei tunnel fu scoperto il 20 novembre 1974, da una pattuglia dell'esercito sudcoreano, notando che del vapore saliva dal terreno. La scoperta iniziale è stata accolta con il fuoco automatico dei soldati nordcoreani. Cinque giorni dopo, durante una successiva esplorazione di questo tunnel, il comandante della Marina degli Stati Uniti Robert M. Ballinger e il corpo della Marina RoK, il maggiore Kim Hah-chul, furono uccisi nel tunnel da un ordigno esplosivo nordcoreano. L'esplosione ha ferito anche cinque americani e un sudcoreano del comando delle Nazioni Unite.
Il tunnel, che era di circa 0,9 per 1,2 m , si estendeva per oltre 1 km oltre la LDM in Corea del Sud. Il tunnel era rinforzato con lastre di cemento armato e aveva energia elettrica e illuminazione. C'erano depositi di armi e zone notte. Inoltre era stata installata una ferrovia a scartamento ridotto con carrelli. Stime basate sulla dimensione del tunnel suggeriscono che avrebbe permesso a un numero considerevole di soldati di attraversarlo.

#### Secondo tunnel

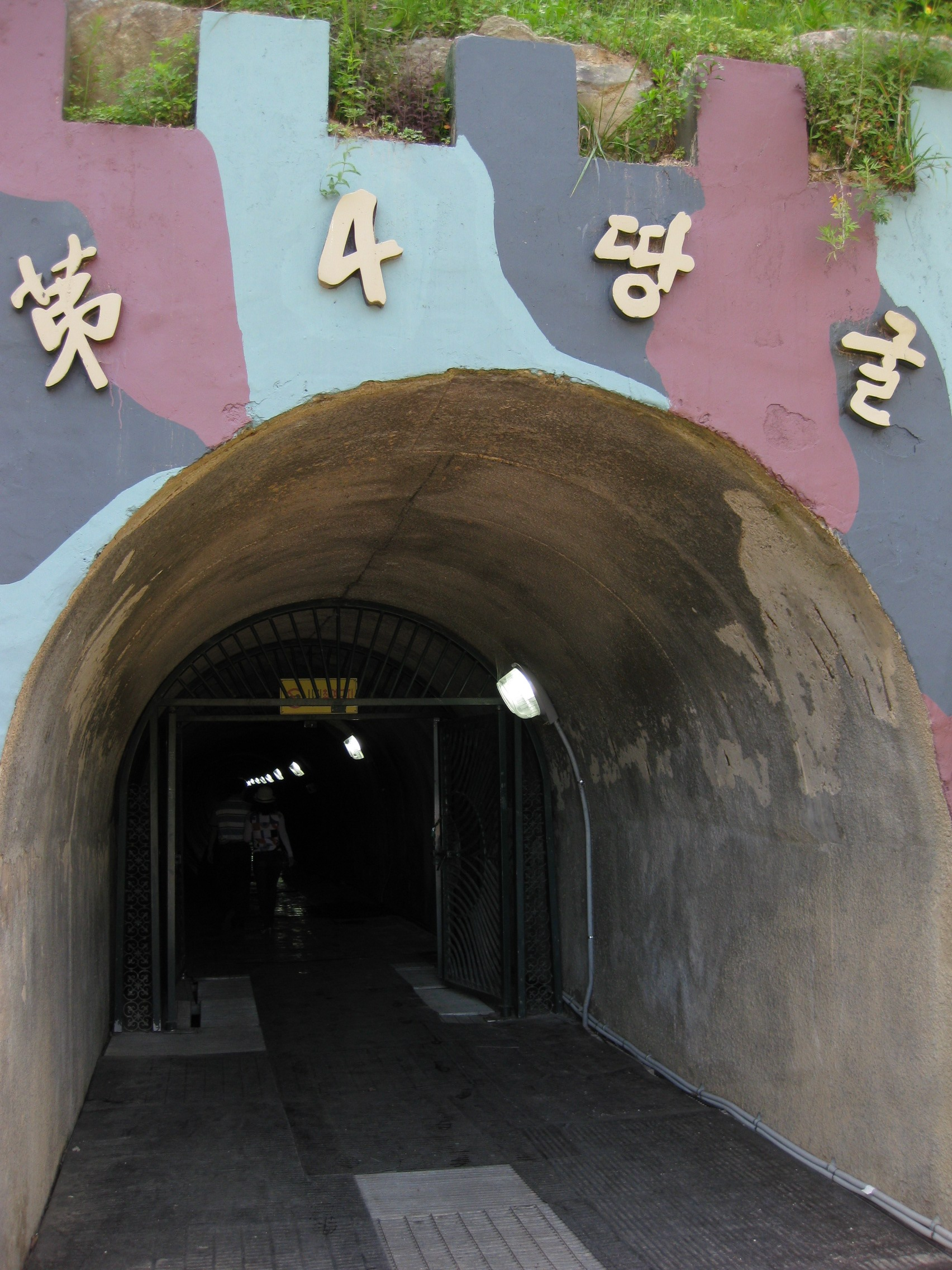
Ingresso al 4º Tunnel di infiltrazione nordcoreano scavato, ZDC coreana

2 per 2 m, con modalità simili ai precedenti e successivi tunnel.

#### Terzo tunnel
Il terzo tunnel fu scoperto il 17 ottobre 1978. A differenza dei precedenti due, il terzo tunnel fu scoperto a seguito di un suggerimento di un disertore nordcoreano. Questo tunnel è lungo circa 1 600 m e circa 73 m sotto terra. I visitatori stranieri che visitano la ZDC sudcoreana possono vedere all'interno di questo tunnel utilizzando un pozzo di accesso inclinato.

#### Quarto tunnel
Un quarto tunnel fu scoperto il 3 marzo 1990, a nord della città di Haean nell'ex campo di battaglia di Punchbowl. Le dimensioni del tunnel erano di 2x2 metri, ed è profondo 145 metri. Il metodo di costruzione è quasi identico nella struttura del secondo e del terzo tunnel.

### Muro coreano

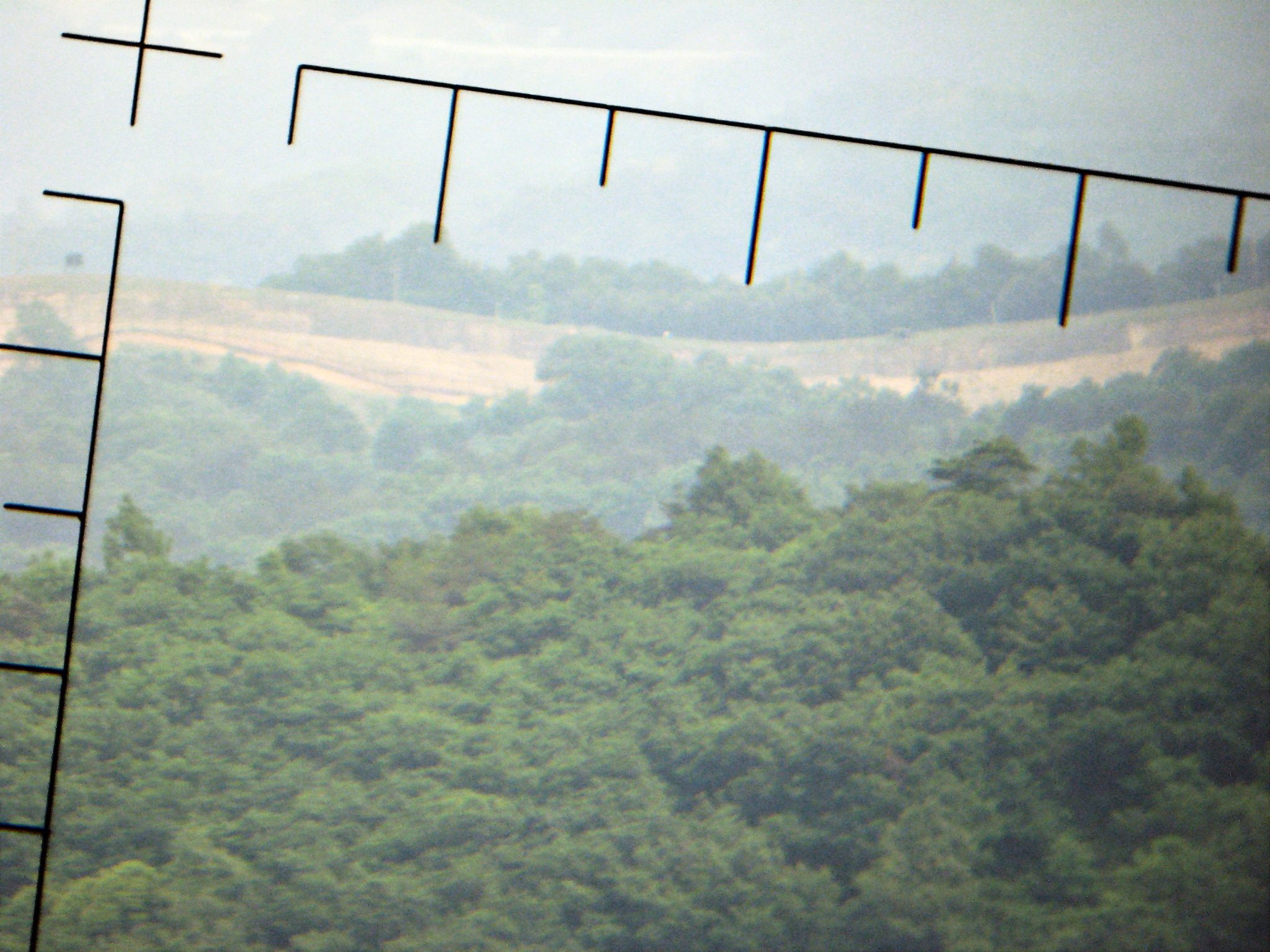
Il muro coreano, o barriera anticarro, nella zona demilitarizzata vista attraverso un binocolo dalla parte nordcoreana.

Secondo la Corea del Nord, tra il 1977 e il 1979 le autorità sudcoreane e degli Stati Uniti hanno costruito un muro di cemento lungo la ZDC. La Corea del Nord, tuttavia, cominciò a diffondere informazioni sul muro dopo la caduta del muro di Berlino nel 1989, quando il simbolismo di un muro che divideva ingiustamente un popolo divenne più evidente.
Varie organizzazioni, come la coreana Konsult, società di guide turistiche nordcoreane, hanno affermato che un muro stava dividendo la Corea, affermando che:
Nel dicembre 1999, Chu Chang-jun, ambasciatore della Corea del Nord in Cina, ha ripetuto che un "muro" divideva la Corea. Ha detto che il lato sud del muro è pieno di terra, che consente l'accesso alla parte superiore del muro e lo rende effettivamente invisibile dal lato sud. Affermò anche che serviva da testa di ponte per qualsiasi invasione verso nord.
Gli Stati Uniti e la Corea del Sud negano l'esistenza del muro, anche se affermano che vi sono barriere anticarro in alcune sezioni della ZDC.
Nel documentario di Russia Today 10 giorni in Corea del Nord, l'equipaggio ha girato il filmato di un muro visto dalla Corea del Nord e l'ha descritto come un "muro alto 5 metri che si estende da est a ovest Il giornalista e regista olandese Peter Tetteroo ha anche girato un filmato di una barriera nel 2001 che le sue guide nordcoreane hanno definito il Muro coreano.
Un rapporto Reuters del 2007 ha rivelato che non esiste un muro di costa-costa situato attraverso la ZDC e che le immagini di un "muro" che sono state usate nella propaganda della Corea del Nord sono state solo immagini di barriere anticarro. Mentre 800.000 mine terrestri sono state rimosse nel 2018, è stato dimostrato che l'area di sicurezza congiunta lungo il confine coreano era protetta da un filo spinato standard.

## Lato nordcoreano della ZDC

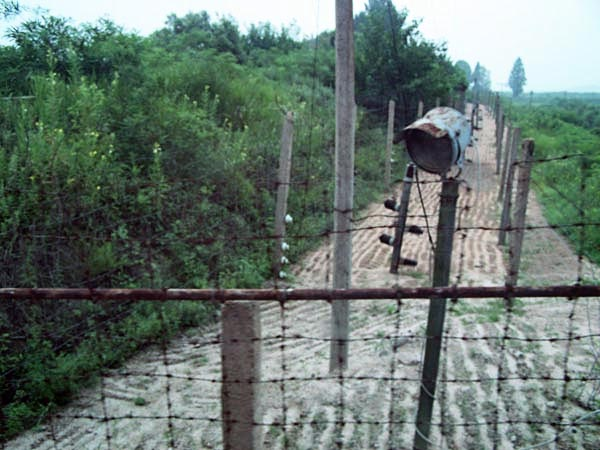
ZDC, Corea del Nord. Le recinzioni elettriche sono utilizzate nella zona demilitarizzata coreana come mezzo per sigillare la Corea del Nord dalla Corea del Sud. Dietro la recinzione, c'è una striscia di terra che ha delle mine nascoste sotto di essa.

La parte nordcoreana della ZDC serve principalmente a difendere la Corea del Nord dall'invasione delle forze sudcoreane. Svolge anche una funzione analoga a quella del Muro di Berlino e del confine interno tedesco contro i propri cittadini nell'ex Germania dell'Est, in quanto impedisce ai cittadini nordcoreani di disertare in Corea del Sud.
Dall'armistizio fino al 1972, circa 7.700 soldati e agenti sudcoreani si sono infiltrati nella Corea del Nord per sabotare basi militari e aree industriali.
La Corea del Nord ha migliaia di pezzi di artiglieria vicino alla ZDC. Secondo un articolo del 2018 su The Economist, la Corea del Nord potrebbe bombardare Seoul con oltre 10.000 colpi al minuto. Gli esperti ritengono che il 60% della sua artiglieria totale sia posizionato a pochi chilometri dalla ZDC e funga da deterrente contro ogni invasione della Corea del Sud.

## Propaganda

### Installazioni di altoparlanti
Dal 1953 al 2004, entrambe le parti hanno trasmesso la propaganda audio attraverso la ZDC. Altissimi diffusori montati su diversi edifici hanno trasmesso messaggi di propaganda della DPRK dirette verso il sud e trasmissioni radiofoniche di propaganda attraverso il confine. Nel 2004, il Nord e il Sud hanno convenuto di porre fine alle trasmissioni.
Il 4 agosto 2015 si è verificato un incidente di confine in cui due soldati sudcoreani sono stati feriti dopo aver calpestato le mine che sarebbero state deposte sul lato sud della ZDC dalle forze della Corea del Nord vicino a un posto di guardia della Repubblica di Corea. Sia la Corea del Nord che la Corea del Sud hanno quindi ripreso a trasmettere la propaganda tramite l'altoparlante. Dopo quattro giorni di negoziati, il 25 agosto 2015 la Corea del Sud ha accettato di interrompere le trasmissioni in seguito a una dichiarazione del governo della Corea del Nord che esprime rammarico per l'incidente causato dalle mine terrestri.
L'8 gennaio 2016, in risposta alle presunte prove di successo di una bomba all'idrogeno da parte della Corea del Nord, la Corea del Sud ha ripreso le trasmissioni dirette al Nord. Il 15 aprile 2016 è stato riferito che i sudcoreani hanno acquistato un nuovo sistema stereo per combattere le trasmissioni del Nord.

### Palloncini
Sia la Corea del Nord che la Corea del Sud hanno lanciato campagne di propaganda basate sul lancio di volantini attaccati su palloncini sin dalla Guerra di Corea.
Negli ultimi anni, principalmente organizzazioni non governative sud coreane sono state coinvolte nel lancio di palloncini rivolti alla ZDC e oltre. A causa dei venti, i palloncini tendono a cadere vicino alla ZDC dove ci sono per lo più soldati nordcoreani a vedere i volantini. Come per gli altoparlanti, tra il 2004 e il 2010 si sono reciprocamente convenute le operazioni di volo in mongolfiera. È stato valutato che i palloni degli attivisti possono contribuire al decadimento della cooperazione residua tra i governi coreani, e la ZDC è diventata più militarizzata negli ultimi anni.
Molti volantini della Corea del Nord durante la Guerra Fredda diedero istruzioni e mappe per aiutare i soldati sudcoreani colpiti a disertare. Uno dei volantini trovati sulla ZDC includeva una mappa del percorso di defezione di Cho Dae-hum verso la Corea del Nord attraverso la ZDC. Oltre a utilizzare i palloncini come mezzo di consegna, i nordcoreani hanno utilizzato anche dei razzi per inviare volantini alla ZDC.

### Smantellamento
Il 23 aprile 2018, sia la Corea del Nord che la Corea del Sud hanno ufficialmente cancellato le loro trasmissioni di propaganda di frontiera per l'ultima volta. Il 1º maggio 2018, i diffusori attraverso il confine coreano sono stati smantellati. Entrambe le parti si sono inoltre impegnate a porre fine alle campagne di palloncini. Il 5 maggio 2018, un tentativo da parte dei disertori nordcoreani di disperdere più propaganda di mongolfiera attraverso il confine dalla Corea del Sud è stato fermato dal governo sudcoreano. La zona d'interdizione di volo che è stata istituita il 1 novembre 2018 ha anche designato una zona d'interdizione di volo per tutti i tipi di aeromobili sopra la LDM e proibisce alle mongolfiere di viaggiare entro 25 km dalla linea di demarcazione militare del confine coreano (LDM).

## Linea di controllo civile
La linea di controllo civile è una linea che designa una zona tampone addizionale alla ZDC entro una distanza di 5 fino a 20 km dalla linea limite meridionale della ZDC. Il suo scopo è limitare e controllare l'ingresso di civili nell'area per proteggere e mantenere la sicurezza di strutture e operazioni militari vicino alla ZDC. Il comandante dell'8ª Armata dell'esercito USA ordinò la creazione del CCL e fu attivato diventando operativo per la prima volta nel febbraio 1954.
La zona cuscinetto che cade a sud della Southern Limit Line si chiama Civilian Control Zone. Recinzioni di filo spinato e posti di guardia militari presidiati segna la linea di controllo civile. La zona di controllo civile è necessaria affinché i militari monitorino i viaggi civili verso destinazioni turistiche vicine alla Southern Limit Line della ZDC come i tunnel di infiltrazione scoperti e gli osservatori turistici. Di solito, quando si viaggia all'interno della Zona di controllo civile, i soldati sudcoreani accompagnano autobus e auto turistici come guardie armate per monitorare i civili e per proteggerli dagli intrusi nordcoreani.
Subito dopo il cessate il fuoco, la zona di controllo civile al di fuori del ZDC comprendeva circa 100 villaggi vuoti. Il governo ha implementato misure di migrazione per attirare i coloni nell'area. Di conseguenza, nel 1983, quando l'area delimitata dalla Linea di controllo civile era al suo massimo, un totale di 39.725 residenti in 8.799 famiglie vivevano negli 81 villaggi situati all'interno della Zona di controllo civile.
La maggior parte delle foto turistiche e dei media del "recinto ZDC" sono in realtà foto del recinto del CCL. L'attuale recinzione ZDC sulla Southern Limit Line è completamente off-limits per tutti tranne i soldati ed è illegale fotografare la recinzione ZDC. La recinzione CCL agisce più come deterrente per i civili della Corea del Sud che si avvicinano troppo alla pericolosa ZDC ed è anche l'ultima barriera per gli infiltrati della Corea del Nord se superano la barriera ZDC della Southern Limit Line.

## Zona neutrale dell'estuario del fiume Han
L'intero estuario del fiume Han è considerato una "Zona Neutrale" ed è vietato al transito per tutte le navi civili ed è trattato come il resto della ZDC. Solo le navi militari sono ammesse all'interno di questa zona neutrale.
Secondo l'accordo di armistizio coreano del luglio 1953, il trasporto marittimo doveva essere consentito nell'estuario del fiume Han e consentire a Seul di connettersi al Mar Giallo (Mare occidentale) attraverso il fiume Han. Tuttavia, sia le Coree che l'UNC hanno fatto in modo che ciò non accadesse. Il governo sudcoreano ha ordinato la costruzione del Canale Ara per collegare finalmente Seoul al Mar Giallo, che è stato completato nel 2012. Seoul è stata praticamente senza sbocco sul mare fino al 2012. La più grande limitazione del Canale Ara è che è troppo stretto per gestire qualsiasi nave eccetto le piccole imbarcazioni turistiche e le imbarcazioni da diporto, quindi Seoul non può ancora ricevere grandi navi commerciali o navi passeggeri nel suo porto.
Negli ultimi anni i pescherecci cinesi hanno approfittato della situazione di tensione nella zona neutrale dell'estuario del fiume Han e pescato illegalmente in questa zona a causa del fatto che sia la marina nordcoreana che quella sudcoreana non pattugliano questa zona a causa del timore che scoppino battaglie navali. Ciò ha portato a scontri a fuoco e affondamenti di barche tra pescatori cinesi e guardia costiera sudcoreana.
Il 30 gennaio 2019 ufficiali militari della Corea del Nord e della Corea del Sud hanno firmato un accordo storico che aprirà l'estuario del fiume Han a navi civili per la prima volta dall'accordo di armistizio nel 1953. L'accordo è entrato in vigore il 1º aprile 2019 in un processo la base per alcune navi all'inizio e successivamente aumenterà gradualmente fino a che la libertà di passaggio sarà concessa a qualsiasi grande nave privata, come una grande nave da crociera o da carico, che desideri recarsi a Seoul come destinazione finale attraverso il fiume Han.

## Castello di Gung Ye
All'interno della stessa ZDC, nella città di Cheorwon, si trova la vecchia capitale del regno di Taebong (901-918), uno stato regionale che divenne Goryeo, la dinastia che governò una Corea unita dal 918 al 1392.
Taebong è stato fondato dal leader carismatico Gung Ye, un brillante monaco buddhista ex monarca se pur sempre tirannico. Ribellandosi contro il regno di Silla, allora dinastia regnante della Corea, proclamò il regno di Taebong – chiamato anche Later Goguryeo, in riferimento all'antico regno di Goguryeo (37 a.C.–668 d.C.) – nel 901, con se stesso come re. Il regno consisteva in gran parte della Corea centrale, comprese le aree intorno alla ZDC. Mise la sua capitale a Cheorwon, una regione montuosa che era facilmente difendibile (nella Guerra di Corea, questa stessa regione avrebbe guadagnato il nome di "Triangolo di Ferro").
Come ex monaco buddista, Gung Ye promosse attivamente la religione del buddismo e incorporò le cerimonie buddiste nel nuovo regno. Anche dopo che Gung Ye fu detronizzato dai suoi stessi generali e sostituito da Wang Geon, l'uomo che avrebbe regnato su una Corea unita come primo re di Goryeo, questa influenza buddhista avrebbe continuato a svolgere un ruolo importante nel plasmare la cultura della Corea medievale.
Poiché le rovine della capitale di Gung Ye si trovano nella stessa ZDC, i visitatori non possono vederle. Inoltre, il lavoro di scavo e la ricerca sono stati ostacolati dalle realtà politiche. In futuro, la pace inter-coreana potrebbe consentire di condurre studi archeologici adeguati sul sito del castello e su altri siti storici all'interno e al di sotto della ZDC.
Le rovine della città capitale di Taebong, le rovine del castello di Gung Ye e la tomba del re Gung Ye si trovano tutte all'interno della ZDC e sono vietate a tutti tranne i soldati che pattugliano la ZDC.

## Trasporti

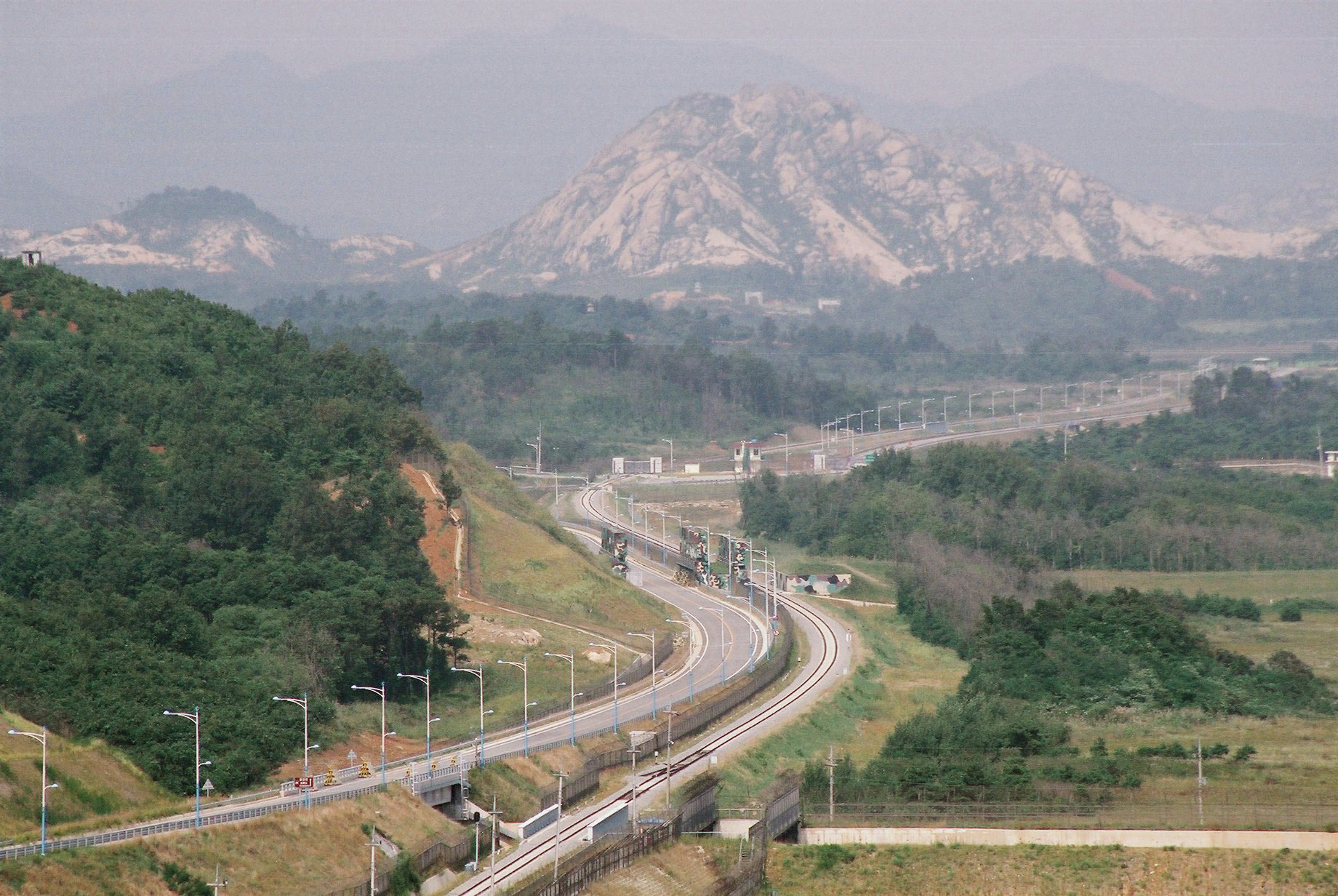
La linea Donghae Bukbu sulla costa orientale della Corea. Il collegamento stradale e ferroviario è stato costruito per i sudcoreani che visitano la regione turistica del Monte Kumgang nel nord.

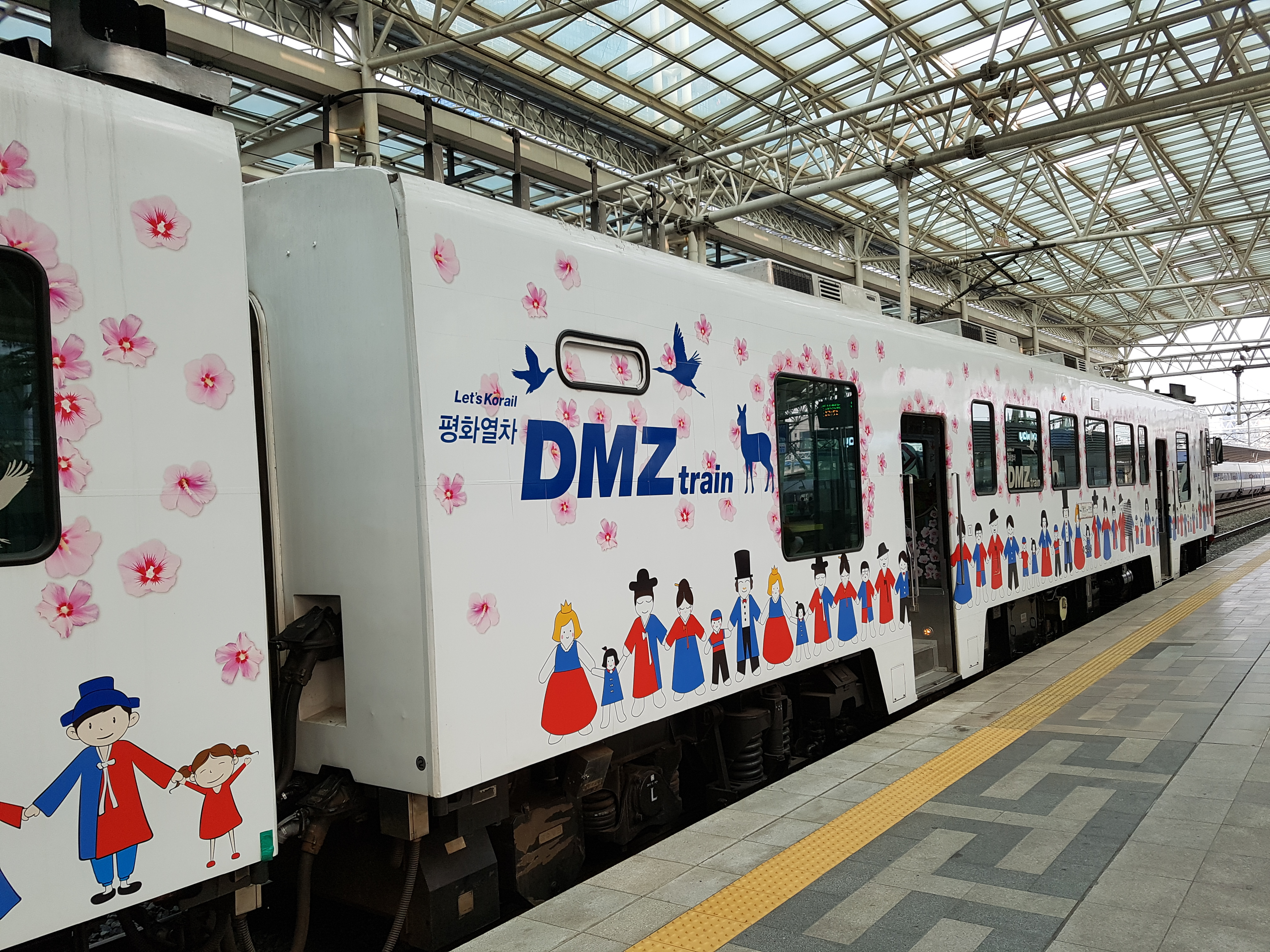
Tour in treno ZDC organizzato da Korail

Panmunjeom è il sito dei negoziati che ha posto fine alla guerra di Corea ed è il principale centro dell'attività umana nella ZDC. Il villaggio si trova sull'autostrada principale e vicino a una ferrovia che collega le due Coree.
La ferrovia, che collega Seoul a Pyongyang, era chiamata la linea Gyeongui prima della divisione negli anni '40. Il sud continua ad usare il nome originale, ma il nord si riferisce al percorso come la linea P'yŏngbu. La linea ferroviaria è stata utilizzata principalmente per trasportare materiali e lavoratori sudcoreani nella regione industriale di Kaesŏng. La sua riconnessione è stata vista come parte del miglioramento generale nelle relazioni tra Nord e Sud nella prima parte di questo secolo. Tuttavia, nel novembre 2008 le autorità nordcoreane hanno chiuso la ferrovia tra crescenti tensioni con il sud. Dopo la morte dell'ex presidente della Corea del Sud, Kim Dae-jung, si sono tenuti colloqui conciliatori tra i funzionari della Corea del Sud e una delegazione nordcoreana che ha partecipato ai funerali di Kim. Nel settembre 2009 è stata riaperta la traversata della ferrovia e della strada di Kaesong.
La strada a Panmunjeom, che era conosciuta storicamente come Autostrada Uno nel Sud, era originariamente l'unico punto di accesso tra i due paesi della penisola coreana. Il passaggio è paragonabile ai rigidi movimenti che si sono verificati a Checkpoint Charlie a Berlino nel pieno della Guerra Fredda. Le strade della Corea del Nord e del Sud finiscono nell'ASC; le autostrade non si uniscono in quanto vi è una linea di cemento di 20 cm (8 pollici) che divide l'intero sito. Le persone che hanno il raro permesso di attraversare questo confine devono farlo a piedi prima di continuare il loro viaggio su strada.
Nel 2007, sulla costa orientale della Corea, il primo treno ha attraversato la ZDC sulla nuova linea Donghae Bukbu (Tonghae Pukpu). Il nuovo attraversamento ferroviario è stato costruito accanto alla strada che portava i coreani del Sud alla regione turistica del Monte Kumgang, una regione di notevole importanza culturale per tutti i coreani. Più di un milione di visitatori civili hanno attraversato la ZDC fino a quando la strada è stata chiusa a seguito delle riprese di un turista sudcoreano di 53 anni nel luglio 2008. Dopo che un'indagine congiunta è stata respinta dalla Corea del Nord, il governo sudcoreano ha sospeso le visite al resort. Da allora, il resort e la linea Donghae Bukbu sono stati effettivamente chiusi dalla Corea del Nord. La sudcoreana Korea Railroad Corporation (Korail) organizza tour nella ZDC con speciali treni a tema ZDC.
Il 14 ottobre 2018, la Corea del Nord e della Corea del Sud ha accettato di raggiungere l'obiettivo del vertice di ripristinare i trasporti ferroviari e stradali che erano stati tagliati dalla guerra di Corea da fine novembre o inizio dicembre 2018. Il trasporto stradale e ferroviario lungo la ZDC è stato ricollegato nel novembre 2018.

## Riserva naturale
Nell'ultimo mezzo secolo, la ZDC coreana è stata un luogo inabitabile per gli umani. Solo intorno al villaggio di Panmunjom e alla linea Donghae Bukbu sulla costa orientale della Corea ci sono state incursioni regolari da parte di persone.
Questo isolamento naturale lungo i 250 km della ZDC ha creato un parco involontario che ora è riconosciuto come una delle aree di habitat temperato meglio conservate al mondo. Nel 1966 fu proposto per la prima volta che la ZDC fosse trasformata in un parco nazionale.
Diverse specie animali e vegetali in pericolo di estinzione ora esistono tra le recinzioni fortificate, le mine antiuomo e le postazioni di ascolto. Questi includono la gru a coronamento rosso in via di estinzione (una graffetta dell'arte asiatica), la gru dalla nuca bianca e, potenzialmente, la rarissima tigre siberiana, leopardi e l'orso nero asiatico. Gli ecologi hanno identificato circa 2.900 specie di piante, 70 tipi di mammiferi e 320 tipi di uccelli nella stretta zona cuscinetto. Ulteriori sondaggi sono ora condotti in tutta la regione.
La ZDC deve la sua variegata biodiversità alla sua geografia, che attraversa montagne, praterie, paludi, laghi e paludi di marea. Gli ambientalisti sperano che la ZDC venga conservata come rifugio per la fauna selvatica, con una serie ben sviluppata di piani oggettivi e di gestione controllati e messi in atto. Nel 2005, il fondatore della CNN e il magnate dei media Ted Turner, in visita in Corea del Nord, ha affermato che sosterrà finanziariamente qualsiasi progetto volto a trasformare la ZDC in un parco della pace e in un sito del patrimonio mondiale protetto dall'ONU.
Nel settembre 2011, la Corea del Sud ha presentato un modulo per le nomine all'Uomo e al Programma della biosfera (MAB) nell'UNESCO per la designazione di 435 km² nella parte meridionale della ZDC al di sotto della linea di demarcazione militare, nonché 2 979 km² in aree controllate privatamente, come riserva della biosfera secondo il quadro statutario della rete mondiale delle riserve della biosfera. Il Comitato Nazionale MAB della Repubblica di Corea ha menzionato solo la parte meridionale della ZDC da nominare poiché non vi è stata risposta da Pyongyang quando ha richiesto a Pyongyang di spingere insieme. La Corea del Nord è una nazione membro del consiglio di coordinamento internazionale del Programma sull'uomo e sulla biosfera dell'UNESCO, che designa le Riserve della Biosfera.
La Corea del Nord si è opposta alla richiesta come violazione dell'accordo di armistizio durante la riunione del consiglio a Parigi dal 9 al 13 luglio 2011. Il tentativo del governo sudcoreano di designare la Zona demilitarizzata (ZDC) una Riserva della Biosfera dell'UNESCO è stato respinto nella riunione del Consiglio MAB dell'UNESCO a Parigi nel luglio 2012. Pyongyang ha espresso la sua opposizione inviando lettere a 32 paesi membri del Consiglio, ad eccezione della Corea del Sud, e della sede dell'UNESCO un mese prima dell'incontro. Alla riunione del consiglio, Pyongyang ha dichiarato che la designazione ha violato l'accordo di armistizio.

## Distruzione di posti di guardia
Il 26 ottobre 2018, il generale maggiore sudcoreano Kim Do-gyun e il tenente generale nordcoreano An Ik-san si sono incontrati a Tongilgak (il "Padiglione dell'Unificazione"), un edificio della Corea del Nord situato nella Joint Security Area (JSA) della ZDC. Lì, hanno iniziato a implementare nuovi protocolli che mirano a ridurre la tensione richiedendo alla Corea del Nord e del Sud di distruggere 22 posti di guardia attraverso la ZDC, tra gli altri passaggi. Entrambi i generali hanno approvato i requisiti per i posti di guardia da distruggere entro la fine di novembre 2018. I posti di guardia della JSA sono stati distrutti il 25 ottobre 2018. La Corea del Nord e della Corea hanno accettato di smantellare 11 posti di guardia situati all'interno del loro paese e considerati "di prima linea". È stato anche concordato che, dopo lo smantellamento dei posti, entrambe le Coree ritirerebbero anche le attrezzature e il personale di stanza in ciascun posto. In tandem con gli accordi di Pyongyang e del dominio militare del settembre 2018, entrambe le parti hanno inoltre convenuto di rimuovere gradualmente tutti i posti di guardia nei pressi della ZDC a seguito di una verifica nel dicembre 2018.
Tuttavia, tutte le truppe e le attrezzature rimanenti, incluse le armi, furono ritirate da tutti i 22 posti di guardia "di prima linea" prima che iniziassero le distruzioni e in seguito entrambe le coreane accettarono di distruggere individualmente 10 di questi posti di guardia invece di 11.
Il 4 novembre 2018, i governi nord e sudcoreani hanno issato una bandiera gialla sopra ciascuno dei loro 11 posti di guardia ZDC per indicare pubblicamente che saranno tutti smantellati. Il 10 novembre 2018, è stato completato il ritiro di personale militare e armi da tutti i 22 posti di guardia "di prima linea" della ZDC. La distruzione di 20 posti di guardia è iniziata ufficialmente l'11 novembre 2018. Tuttavia, entrambe le Corea hanno modificato l'accordo originale e hanno deciso di preservare 2 dei 22 posti di guardia in prima linea smilitarizzati. Entrambi i posti che sono stati progettati per essere conservati si trovano sui lati opposti del confine coreano.
Il 15 novembre 2018, è stata completata la distruzione di due posti di guardia ZDC, uno in Corea del Sud e l'altro in Corea del Nord. Il lavoro era ancora in corso per completare la distruzione di altri posti di guardia. Il 23 novembre 2018, è stato rivelato che la Corea del Sud stava lentamente distruggendo i loro posti di guardia con gli escavatori.
Il 20 novembre 2018, la Corea del Nord, sperando di allentare ulteriormente le tensioni con la Corea del Sud, ha distrutto tutti i loro 10 posti di guardia "di prima linea" rimasti. Il ministero della Difesa della Corea del Sud ha rilasciato delle foto che confermano questo fatto e ha anche rilasciato una dichiarazione in cui si afferma che la Corea del Nord li aveva informati dei piani per demolirli prima che si svolgesse. Questo è venuto in conformità con gli accordi precedenti. La Corea del Sud ha anche rilasciato i video dei posti di guardia che sono stati distrutti.
Il 30 novembre 2018, entrambe le Coree hanno completato i lavori per smantellare 10 dei loro posti di guardia "di prima linea". Tuttavia, è stato confermato anche il successivo accordo per ciascuna Corea per preservare un posto di "prima linea". La postazione di guardia "in prima linea", che è stata conservata nella parte nordcoreana della ZDC, è stata visitata da Kim Jong Un nel 2013, quando le tensioni sono aumentate tra le due Coree.

## Istituzione di zone cuscinetto, zone d'interdizione di volo e zone di pace del Mar Giallo
Il 1º novembre 2018, le zone cuscinetto sono state istituite attraverso la ZDC dagli eserciti della Corea del Nord e della Corea del Sud. In conformità con l'accordo militare globale firmato nel vertice inter-coreano del settembre 2018, la zona cuscinetto aiuta a garantire che sia la Corea del Nord che quella della Corea vietino effettivamente l'ostilità su terra, aria e mare. A entrambe le Coree è vietato condurre esercitazioni di artiglieria a fuoco vivo e esercitazioni di manovra sul campo a livello di reggimento o quelle di unità più grandi entro 5 chilometri dalla Linea di demarcazione militare (MDL). Le zone cuscinetto si estendono dal nord dell'isola di Deokjeok a sud dell'isola di Cho nel Mare Occidentale e al nord della città di Sokcho ea sud della Contea di Tongchon nel Mare Orientale (Giallo).
Sono state inoltre istituite zona d'interdizione di volo lungo la ZDC per vietare il funzionamento di droni, elicotteri e altri aeromobili in un'area distante fino a 40 km dal MDL. Per il veicolo aereo senza equipaggio, entro 15 km dal MDL ad est e 10 km dal MDL ad ovest. Le mongolfiere non possono viaggiare entro 25 km dalla ZDC. Per gli aeromobili ad ala fissa, nessuna zona di volo è designata entro 40 km dal MDL ad est (tra i marcatori MDL n. 0646 e 1292) e entro 20 km dal MDL ad ovest (tra i marcatori MDL n. 0001 e 0646). Per gli aeromobili ad ala rotante, le no fly zone sono designate entro 10 km dal MDL.
Entrambe le Coree hanno anche creato "zone di pace" vicino al loro contestato confine con il Mar Giallo.

## Ricollegamento di strade lungo la LDM
Il 22 novembre 2018, la Corea del Nord e la Corea del Sud hanno completato la costruzione per collegare una strada di tre chilometri lungo la ZDC, 90 km a nordest di Seoul. Questa strada, che attraversa il confine terrestre MDL coreano, è composta da 1,7 km in Corea del Sud e 1,3 km in Corea del Nord. La strada è stata ricollegata per la prima volta in 14 anni nel tentativo di assistere a un processo presso la Arrowhead Hill della Z, che prevedeva la rimozione delle mine e la riesumazione dei resti della Guerra di Corea.

## Presenza di mine terrestri e residui della Guerra di Corea
Il 1º ottobre 2018, gli ingegneri militari della Corea del Nord e del Sud hanno iniziato un processo di rimozione di 20 miglia di mine terrestri e altri esplosivi pianificati nell'Area di sicurezza congiunta della ZDC. Il lavoro per rimuovere le mine terrestri dall'Area di sicurezza congiunta è stato completato il 25 ottobre 2018. La demolizione era iniziata al Arr Hill è stato completato il 30 novembre 2018.

## Servizi di trasporto inter-coreano
Il 30 novembre 2018, in seguito alla rimozione dei posti di guardia "di prima linea" e delle mine terrestri di Arrowhead Hill, è stato ripreso il trasporto ferroviario tra Nord e Sud Corea, cessato a novembre 2008. Lo stesso giorno, 30 funzionari della Corea del Nord e della Corea del Sud hanno avviato un sondaggio di 18 giorni su una sezione ferroviaria di 400 chilometri (248 miglia) nella Corea del Nord a fianco della ZDC tra Kaesong e Sinuiju. Gli sforzi per condurre il sondaggio erano stati precedentemente ostacolati a causa della presenza dei posti di guardia e delle mine terrestri di Arrowhead Hill. Il sondaggio seguirà quindi l'innovativo tracciamento di una nuova ferrovia lungo la ZDC. L'indagine ferroviaria che ha coinvolto la linea Gyeongui si è conclusa il 5 dicembre 2018.
L'8 dicembre 2018 un autobus sudcoreano ha attraversato la ZDC in Corea del Nord. Lo stesso giorno, i funzionari che hanno condotto il sondaggio intercoreano per la Linea Gyeongui hanno iniziato a studiare la linea Donghae.

## Passaggio di frontiera militare
Il 12 dicembre 2018, gli eserciti di entrambe le Coree hanno attraversato per la prima volta nella storia la LDM della ZDC nei paesi dell'opposizione per ispezionare e verificare la rimozione dei posti di guardia "di prima linea".

## Incontro di Trump, Kim e Moon presso la ZDC
Il 30 giugno 2019, il presidente degli Stati Uniti Donald Trump è diventato il primo presidente degli Stati Uniti ad entrare in Corea del Nord, attraversando la linea ZDC. Dopo aver attraversato la Corea del Nord, Trump e Kim si sono incontrati e si sono stretti la mano. Kim ha dichiarato, in inglese, "È bello rivederti", "Non mi sarei mai aspettato di incontrarti in questo posto" e "sei il primo presidente degli Stati Uniti ad attraversare il confine." Entrambi i leader hanno poi attraversato brevemente la linea di confine prima di tornare nella Corea del Sud.
Sul lato sud-coreano della ZDC, Kim, Moon e Trump hanno tenuto una breve conversazione prima di tenere un incontro di un'ora presso la Casa della libertà inter-coreana della ZDC.